# Ram (album)
Ram is een album van Paul McCartney en Linda McCartney uit 1971. Het album kwam in de Verenigde Staten uit op 17 mei en in Europa op 28 mei 1971.

## Geschiedenis
Het album werd grotendeels opgenomen in New York in november en december van 1970. Na een onderbreking voor kerst en nieuwjaar werd het werk in januari voortgezet. Het afsluitende werk vond plaats van februari tot april 1971 in de Sound Recording Studios in Los Angeles.
In tegenstelling tot zijn voorganger McCartney, waar McCartney vrijwel alle instrumenten zelf bespeelt, betrok hij ditmaal studiomuzikanten bij het inspelen van Ram. Hij koos voor Denny Seiwell op drums en Dave Spinoza op gitaar. Later werd Dave Spinoza vervangen door Hugh McCracken. Daarnaast betrok McCartney enkele muzikanten van de New York Philharmoniker erbij voor de strijk- en blaaswerk ten behoeve van "Uncle Albert/Admiral Halsey", "Long Haired Lady" en "Back Seat Of My Car".
Volgens de credits was het album Ram een coproductie van Paul McCartney en Linda McCartney. Linda McCartney wordt bij zes van twaalf songs als medecomponist genoemd. Kwade tongen beweerden dat dit alleen maar vanuit financiële overwegingen werd gedaan. Het juridische steekspel dat hieruit voortvloeide, werd gewonnen door de McCartneys.

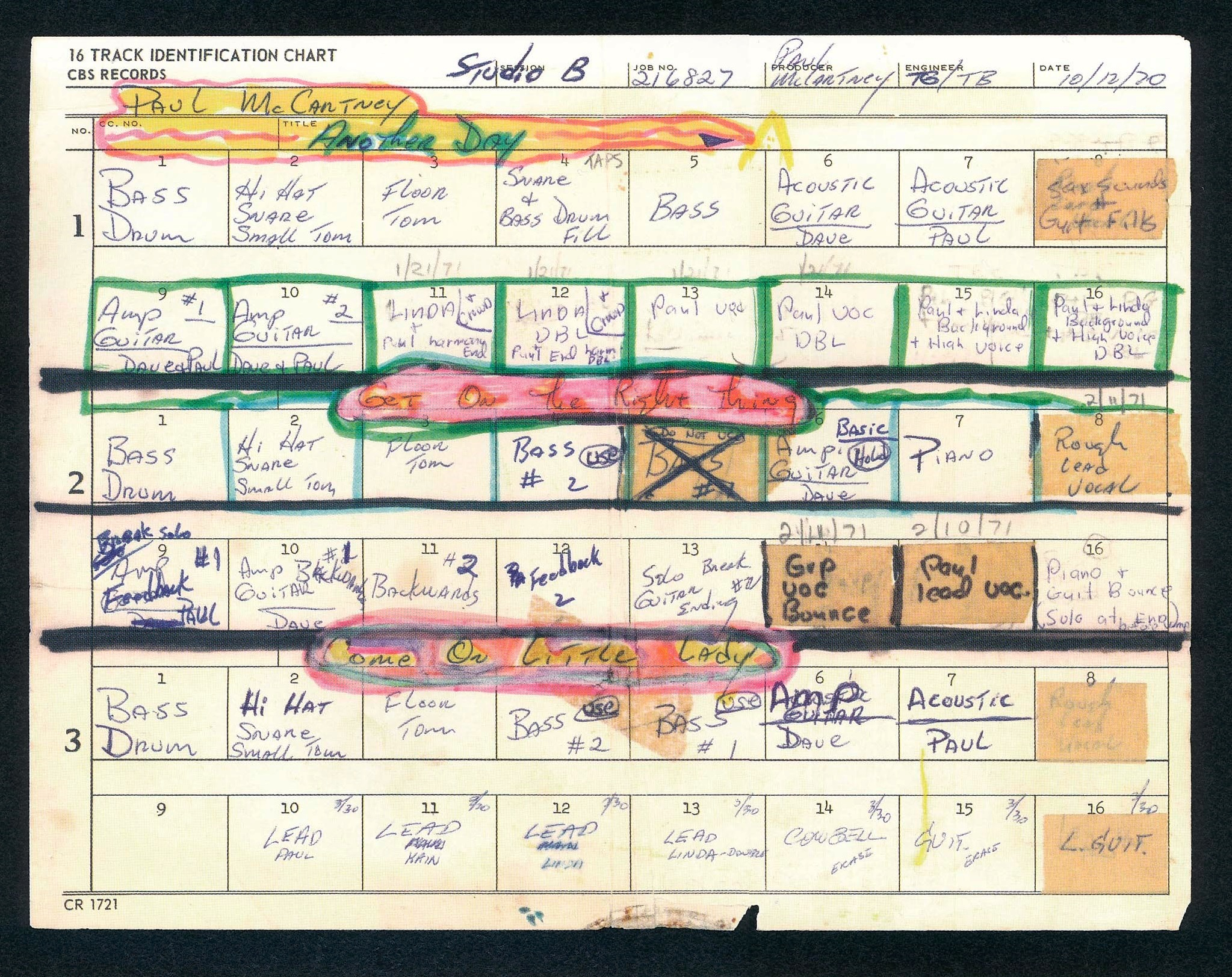
16 track schema voor "Another Day", "Get On The Right Thing" and "Eat at Home"; de eerste opnames voor het album Ram.

De Ram-sessies waren productief en er werden ook nummers opgenomen die niet op Ram terechtkwamen. Zo werd bijvoorbeeld "Another Day" opgenomen en als single uitgebracht en "Dear Friend" dat op het album Wildlife kwam. Ook "Little Lamb Dragonfly" en "Get on the Right Thing" werden tijdens deze sessies opgenomen. Deze twee nummers kwamen op het album Red Rose Speedway uit 1973.

## Slechte kritieken en rehabilitatie
Het album verkocht goed, maar werd door de critici in eerste instantie slecht ontvangen. Ondanks deze kritieken bereikte Ram nummer 2 in de album top 100 in 1971 en bleef het gedurende 37 weken genoteerd. Critici hadden moeite met het feit dat hoewel Ram een vollere productie had dan de voorganger McCartney, het een apart soort ongepolijst en experimenteel 'low-fi' karakter had. Later bleek dat het album met deze aanpak zijn tijd eigenlijk vooruit was. De laatste decennia wordt Ram steeds meer geprezen, vanwege de experimentele veelzijdigheid en melodieën, maar vooral omdat het niet gedateerd klinkt. Zo noemt Allmusic.com Ram het eerste 'indiepopalbum'. Zoals vaker bij McCartney lijken de melodieën op het eerste gezicht eenvoudig, maar blijken ze na herhaald luisteren toch complex.
De negatieve kritiek op het album zou verklaard kunnen worden door feit dat McCartney van journalisten de schuld kreeg van het uiteengaan van de Beatles en niet op de muziek van Ram. Opvallend is dat Paul en Linda McCartney in 1971 wel een Grammy wonnen in de categorie Best Arrangement Accompanying Vocalist voor "Uncle Albert/Admiral Halsey".
Samen met Band on the Run uit 1973 behoort Ram onder de fans tot het populairste werk van Paul McCartney na de Beatles.

## Muziek
Een centraal thema heeft Ram niet. Wel gaan de meeste nummers over de voordelen van het leven op het platte land en het gezinsleven. Enkele nummers zouden bovendien verwijzingen bevatten naar de verhoudingen tussen de ex-Beatles.
Het album opent met "Too Many People". Een wat melancholische rocker, waarvan de tekst zou verwijzen naar John Lennon en de situatie in de laatste jaren van de Beatles. Met name the tekst "Too many hungry people losing weight" maakte Lennon woest omdat hij dacht dat het over de eetstoornissen van hemzelf en zijn vrouw Yoko Ono ging. Verder lijkt het nummer gericht tegen mensen die preken, iets wat zeker op Lennon zou kunnen slaan. McCartney heeft dit nooit bevestigd of ontkend. Het nummer bevat enkele gitaarsolo's en een psychedelisch einde met tromgeroffel dat enigszins doet denken aan Strawberry Fields Forever, waardoor het de indruk versterkte dat het nummer over Lennon ging.
Ook "3 Legs" zou verwijzen naar de laatste jaren van de Beatles. Maar het kan net zo goed een grappige verwijzing naar het leven op het platteland zijn. Het heeft een jaren-twintig uitstraling zoals McCartney eerder hanteerde bij "When I'm Sixty-four" of "Honey Pie".
"Ram On" is een voorbeeld van de minimalistische aanpak van veel nummers van Ram. Het nummer bestaat uit een eenvoudige rif van een ukelele, die naarmate het nummer vordert steeds meer door zang wordt ondersteund. De tekst is, net als de melodie, simpel: "Ram on, give your heart to somebody/Soon, right away, right away."
"Dear Boy" is een nummer dat bestaat uit een pallet van klanken en zang, ondersteund door een piano. De tekst van "Dear Boy" is niet gericht op Lennon, maar op de ex-man van Linda McCartney. Paul McCartney zingt dat hij (de ex van Linda) niet wist hoe goed hij het had met Linda. Doordat in de laatste maten van het liedje in één speaker "Dear boy" wordt gezongen en in de andere "what you really miss is all" lijkt het alsof er wordt gezongen "Now what You really miss is Paul" (of:"Balls"). Lennon dacht dat hij voor gek werd gezet omdat The Beatles jarenlang woordgrappen en dubbelzinnigheden in hun teksten hadden verwerkt.
"Uncle Albert/Admiral Halsey" is een verzameling van ideeën en fragmenten die aan elkaar werden gelijmd. Het is een strategie die McCartney en Lennon bij de Beatles ook gebruikten op de tweede helft van Abbey Road en "I've Got a Feeling" van Let It Be. "Uncle Albert/Admiral Halsey" gaat bevat een afwisseling van stijlen, tempo’s en geluidseffecten. Het is het meest ambitieuze, experimentele nummer van Ram. Bij de Beatles kwam McCartney ook meestal met de ideeën die dan vervolgens in toom werden gehouden en werden aangescherpt door Lennon. Het nummer werd in de Verenigde Staten, waar het op single verscheen, een hit. In september 1971 bereikte "Uncle Albert/Admiral Halsey" de eerste plaats in de U.S. Billboard Hot 100. Het was de eerste nummer één-hit van McCartney sinds de Beatles. De melodie en de teksten zijn vrolijk en niet erg serieus. Albert was een oom van McCartney, Admiral "Bull" Halsey was een Amerikaanse marine-officier uit de Tweede Wereldoorlog.
"Smile Away" is een rocker,met een ridicule tekst: " I met a friend of mine and he did say/Man I can smell your feet a mile away/Smile away, smile away…"
Het eerste nummer van kant 2 van Ram is "Heart of the Country". Het is een relatief rustig akoestisch nummer met een prominente baslijn. Het nummer gaat over iemand die op zoek is naar een 'thuis' op het platteland. Het bevat onder andere het zinnetje "Smell the grass in the meadow", dat echter meer klinkt als "Smell the grass under my door", een verwijzing naar drugs.
Op "Monkberry Moon Delight" trekt McCartney zijn mond open op een manier zoals hij ook deed op het nummer "Birthday" van het album The Beatles uit 1968.
"Eat at Home" werd in delen van Europa, maar niet in Engeland, op single uitgebracht. Het is een midtempo rocker.
"Long Haired Lady" is een ballad die over Linda McCartney gaat. Dit nummer heeft een volle productie en bevat een aantal blaaspartijen. Het nummer is relatief lang en bouwt naar een finale toe met een kakofonie van zang, piano en blaasinstrumenten. Deze kakofonie gaat over in een korte reprise van "Ram on". Deze reprise van "Ram on" bevat een kort fragment dat terugkomt in "Big Barn Bed", dat later op het album Red Rose Speedway verscheen. Ook lijkt het verwant aan het nummer "Great Day" dat pas in 1997 verscheen, maar volgens McCartney stamt uit de periode rond Ram en ook zo klinkt.
Ram sluit af met "Back seat of my car". Dit nummer werd in Engeland op single uitgebracht, maar werd daar geen hit. Lennon dacht dat dit nummer aan hem was gericht, vooral vanwege de passage: "We believe that we can't be wrong". McCartney legde dit nummer in 1969 tijdens de sessies voor "Let It Be" in een Beach Boys-stijl voor aan de Beatles. Het nummer kwam niet op het album Let It Be terecht. Queen lijkt te zijn geïnspireerd door dit nummer, met name de eerdergenoemde passage "We believe that we can't be wrong".Dat komt doordat McCartney hier leent van "Land of Hope and Glory" van Edward Elgar. Het werk van Queen bevat citaten uit het klassieke oeuvre.

## Remaster 2012
In 2012 verscheen het album in een in de Abbey Road Studios geremasterde heruitgave inclusief een bonus-cd.

## Tracklist
1. "Too Many People" – 4:10
2. "3 Legs" – 2:48
3. "Ram On" – 2:28
4. "Dear Boy" – 2:13
5. "Uncle Albert/Admiral Halsey" – 4:55
6. "Smile Away" – 3:53
7. "Heart of the Country" – 2:22
8. "Monkberry Moon Delight" – 5:22
9. "Eat at Home" – 3:20
10. "Long Haired Lady" – 6:05
11. "Ram On" – 0:55
12. "The Back Seat of My Car" – 4:28

## Bonus-cd van remaster
1. "Another Day" (single) - 3:42
2. "Oh Woman, Oh Why" (B-kant "Another Day") - 4:35
3. "Little Woman Love" - 2:08
4. "A Love For You" (Jon Kelly mix) - 4:08
5. "Hey Diddle" (Dixon Van Winkle mix) - 3:49
6. "Great Cock and Seagull Race" (Dixon Van Winkle mix) - 2:35
7. "Rode All Night" - 8:44
8. "Someshine Sometine" (early mix) - 3:20)

## Hitnoteringen

### NederlandseAlbum Top 100
| Hitnotering: (Week 1 t/m 22) 19-06-1971 t/m 13-11-1971 Hitnotering: (Week 23 t/m 26) 19-05-2012 t/m 09-06-2012 | Hitnotering: (Week 1 t/m 22) 19-06-1971 t/m 13-11-1971 Hitnotering: (Week 23 t/m 26) 19-05-2012 t/m 09-06-2012 | Hitnotering: (Week 1 t/m 22) 19-06-1971 t/m 13-11-1971 Hitnotering: (Week 23 t/m 26) 19-05-2012 t/m 09-06-2012 | Hitnotering: (Week 1 t/m 22) 19-06-1971 t/m 13-11-1971 Hitnotering: (Week 23 t/m 26) 19-05-2012 t/m 09-06-2012 | Hitnotering: (Week 1 t/m 22) 19-06-1971 t/m 13-11-1971 Hitnotering: (Week 23 t/m 26) 19-05-2012 t/m 09-06-2012 | Hitnotering: (Week 1 t/m 22) 19-06-1971 t/m 13-11-1971 Hitnotering: (Week 23 t/m 26) 19-05-2012 t/m 09-06-2012 | Hitnotering: (Week 1 t/m 22) 19-06-1971 t/m 13-11-1971 Hitnotering: (Week 23 t/m 26) 19-05-2012 t/m 09-06-2012 | Hitnotering: (Week 1 t/m 22) 19-06-1971 t/m 13-11-1971 Hitnotering: (Week 23 t/m 26) 19-05-2012 t/m 09-06-2012 | Hitnotering: (Week 1 t/m 22) 19-06-1971 t/m 13-11-1971 Hitnotering: (Week 23 t/m 26) 19-05-2012 t/m 09-06-2012 | Hitnotering: (Week 1 t/m 22) 19-06-1971 t/m 13-11-1971 Hitnotering: (Week 23 t/m 26) 19-05-2012 t/m 09-06-2012 | Hitnotering: (Week 1 t/m 22) 19-06-1971 t/m 13-11-1971 Hitnotering: (Week 23 t/m 26) 19-05-2012 t/m 09-06-2012 | Hitnotering: (Week 1 t/m 22) 19-06-1971 t/m 13-11-1971 Hitnotering: (Week 23 t/m 26) 19-05-2012 t/m 09-06-2012 | Hitnotering: (Week 1 t/m 22) 19-06-1971 t/m 13-11-1971 Hitnotering: (Week 23 t/m 26) 19-05-2012 t/m 09-06-2012 | Hitnotering: (Week 1 t/m 22) 19-06-1971 t/m 13-11-1971 Hitnotering: (Week 23 t/m 26) 19-05-2012 t/m 09-06-2012 | Hitnotering: (Week 1 t/m 22) 19-06-1971 t/m 13-11-1971 Hitnotering: (Week 23 t/m 26) 19-05-2012 t/m 09-06-2012 |
| Week: | 1 | 2 | 3 | 4 | 5 | 6 | 7 | 8 | 9 | 10 | 11 | 12 | 13 | 14 |
| --- | --- | --- | --- | --- | --- | --- | --- | --- | --- | --- | --- | --- | --- | --- |
| Positie: | 8 | 8 | 8 | 8 | 8 | 8 | 8 | 2 | 2 | 2 | 2 | 2 | 3 | 5 |
| Week: | 15 | 16 | 17 | 18 | 19 | 20 | 21 | 22 | | 23 | 24 | 25 | 26 | |
| Positie: | 10 | 10 | 11 | 16 | 16 | 16 | 13 | 20 | uit | 79 | 31 | 73 | 82 | uit |

### VlaamseUltratop 200 Albums
| Hitnotering: 02-06-2012 t/m | Hitnotering: 02-06-2012 t/m | Hitnotering: 02-06-2012 t/m | Hitnotering: 02-06-2012 t/m | Hitnotering: 02-06-2012 t/m | Hitnotering: 02-06-2012 t/m | Hitnotering: 02-06-2012 t/m | Hitnotering: 02-06-2012 t/m | Hitnotering: 02-06-2012 t/m | Hitnotering: 02-06-2012 t/m | Hitnotering: 02-06-2012 t/m | Hitnotering: 02-06-2012 t/m | Hitnotering: 02-06-2012 t/m | Hitnotering: 02-06-2012 t/m | Hitnotering: 02-06-2012 t/m | Hitnotering: 02-06-2012 t/m | Hitnotering: 02-06-2012 t/m | Hitnotering: 02-06-2012 t/m | Hitnotering: 02-06-2012 t/m | Hitnotering: 02-06-2012 t/m | Hitnotering: 02-06-2012 t/m |
| Week:                       | 1                           | 2                           | 3                           | 4                           | 5                           | 6                           | 7                           | 8                           | 9                           | 10                          | 11                          | 12                          | 13                          | 14                          | 15                          | 16                          | 17                          | 18                          | 19                          | 20                          |
| --------------------------- | --------------------------- | --------------------------- | --------------------------- | --------------------------- | --------------------------- | --------------------------- | --------------------------- | --------------------------- | --------------------------- | --------------------------- | --------------------------- | --------------------------- | --------------------------- | --------------------------- | --------------------------- | --------------------------- | --------------------------- | --------------------------- | --------------------------- | --------------------------- |
| Positie:                    | 75                          | 85                          | 143                         |                             |                             |                             |                             |                             |                             |                             |                             |                             |                             |                             |                             |                             |                             |                             |                             |                             |